# Djebilet Rosfa
Djebilet Rosfa (în arabă جبيلات رصفة) este o comună din provincia Tiaret, Algeria.
Populația comunei este de 4.930 de locuitori (2008).